# Parc d'État de Humboldt Redwoods
Pour les articles homonymes, voir Humboldt.
Le parc d'État de Humboldt Redwoods (en anglais : Humboldt Redwoods State Park) est une réserve naturelle située dans le comté de Humboldt, à 30 km au sud d’Eureka, au nord de la Californie. Il préserve une importante forêt de séquoias (« Redwood »), dont la forêt Rockefeller, la plus grande forêt de séquoias côtiers contiguë du monde. Il a été nommé d'après le grand scientifique allemand du XIXe siècle, Alexander von Humboldt.

## Histoire
Au début des années 1900, des bûcherons sont venus dans ce qui est aujourd’hui le parc d’État de Humboldt Redwoods pour abattre de hauts séquoias anciens pour en faire des piquets de vignes et des bardeaux. Les fondateurs de Save the Redwoods League pensaient que cela s’apparentait à « découper une horloge de grand-père pour le bois d’allumage ».
Le parc a été créé par la Save the Redwoods League en 1921 à partir d'un bosquet acheté à la Pacific Lumber Company. À partir de l’acquisition de ce bosquet en 1921, la Ligue a recueilli des millions de dollars pour construire et agrandir ce parc,. Il est devenu le troisième plus grand parc d’État de Californie, avec 21 448 hectares (214 km²) grâce à des acquisitions et des dons. Environ un tiers, soit 68000 hectares, est constitué d’une forêt de séquoias anciens, la plus grande étendue de séquoias anciens de la planète.

## Arbres
Le parc est réputé pour ses séquoias côtiers (Sequoia sempervirens), dont beaucoup atteignent plus de 91 mètres de hauteur. Les forêts des plaines alluviales sont presque des forêts de séquoias, mais les forêts des pentes contiennent également des pins de Douglas.
Plus de 100 des 137 arbres connus de plus de 110 m de hauteur - tous les séquoias de la côte - se trouvent dans le parc de Humboldt Redwoods. Il abrite le 4e plus grand séquoia vivant mesuré, le Stratosphere Giant, mesuré à 112,94 mètres en 2004. Stratosphere Giant était le plus grand séquoia vivant connu jusqu'à la découverte de trois arbres plus grands dans le parc national de Redwood ; le plus haut, Hyperion, mesurait 115,55 mètres en septembre 2006.
Avant la découverte de Hyperion, le plus grand séquoia jamais mesuré était le Dyerville Giant, également situé dans le parc de Humboldt Redwoods. Il avait une hauteur de 113,4 mètres lorsqu’il est tombé en mars 1991. Il était estimé à 1 600 ans. Le géant de Dyerville est visible sur Founders Grove Nature Trail, qui rend hommage aux créateurs de Save the Redwoods League. Également dans cette plantation se trouve Founders Tree, qui mesure 105 m et a une circonférence de 12 m.

## Loisirs
Le parc compte plus de 160 km de sentiers de randonnée. Les visiteurs du parc peuvent aller à cheval, faire du vélo de montagne, pêcher et nager dans la rivière South Fork Eel. Le parc est sujet aux risques d'incendie et le camping est autorisé dans des zones spécifiées. The Avenue of the Giants offre aux visiteurs un parcours automobile d'environ 50 km au sein du parc avec huit arrêts dans les sites majeurs.

## Dans la culture populaire
Plusieurs scènes de l'épisode VI de Star Wars ont été tournées dans le parc de Humboldt Redwoods.

## Galerie

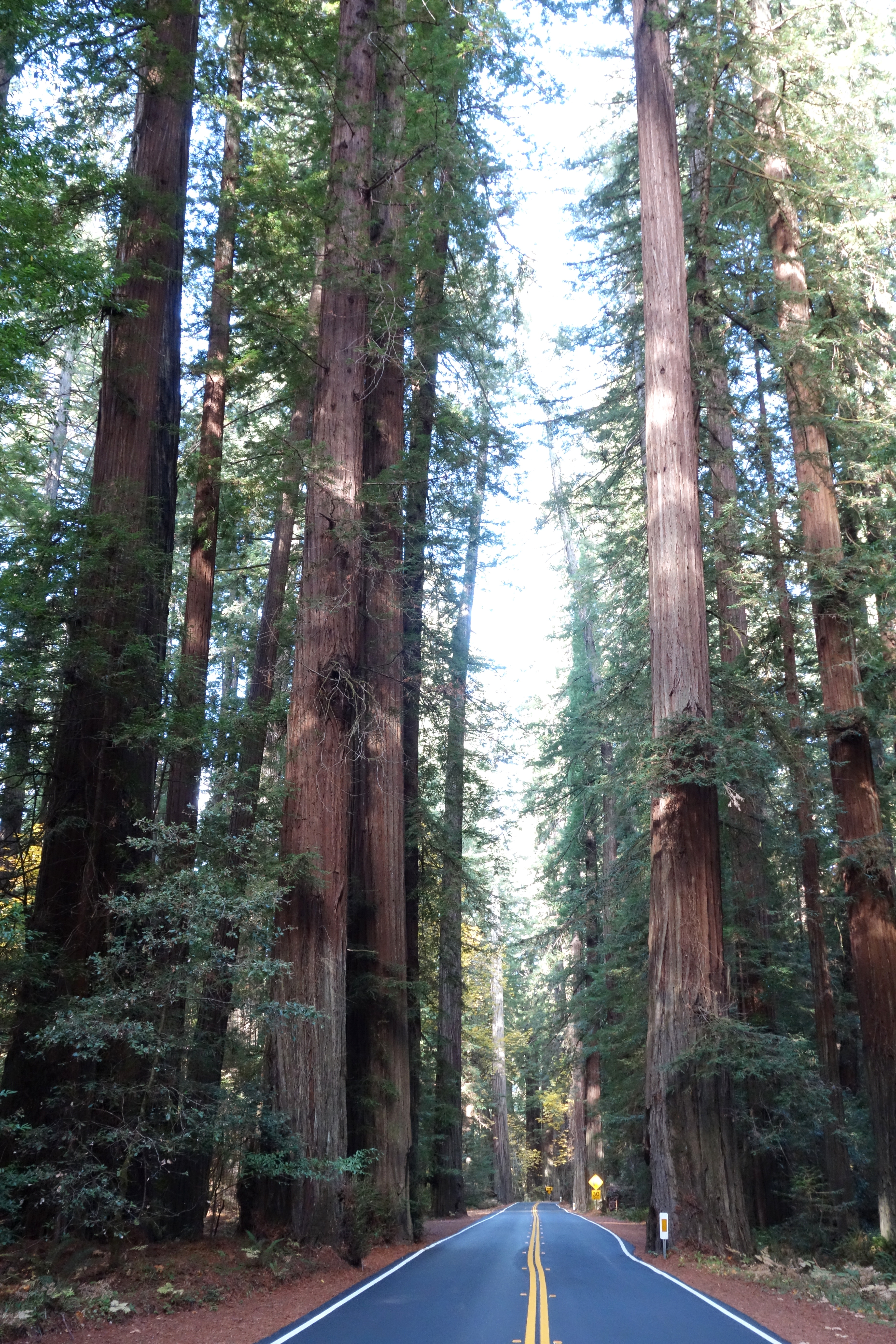
Avenue des Géants
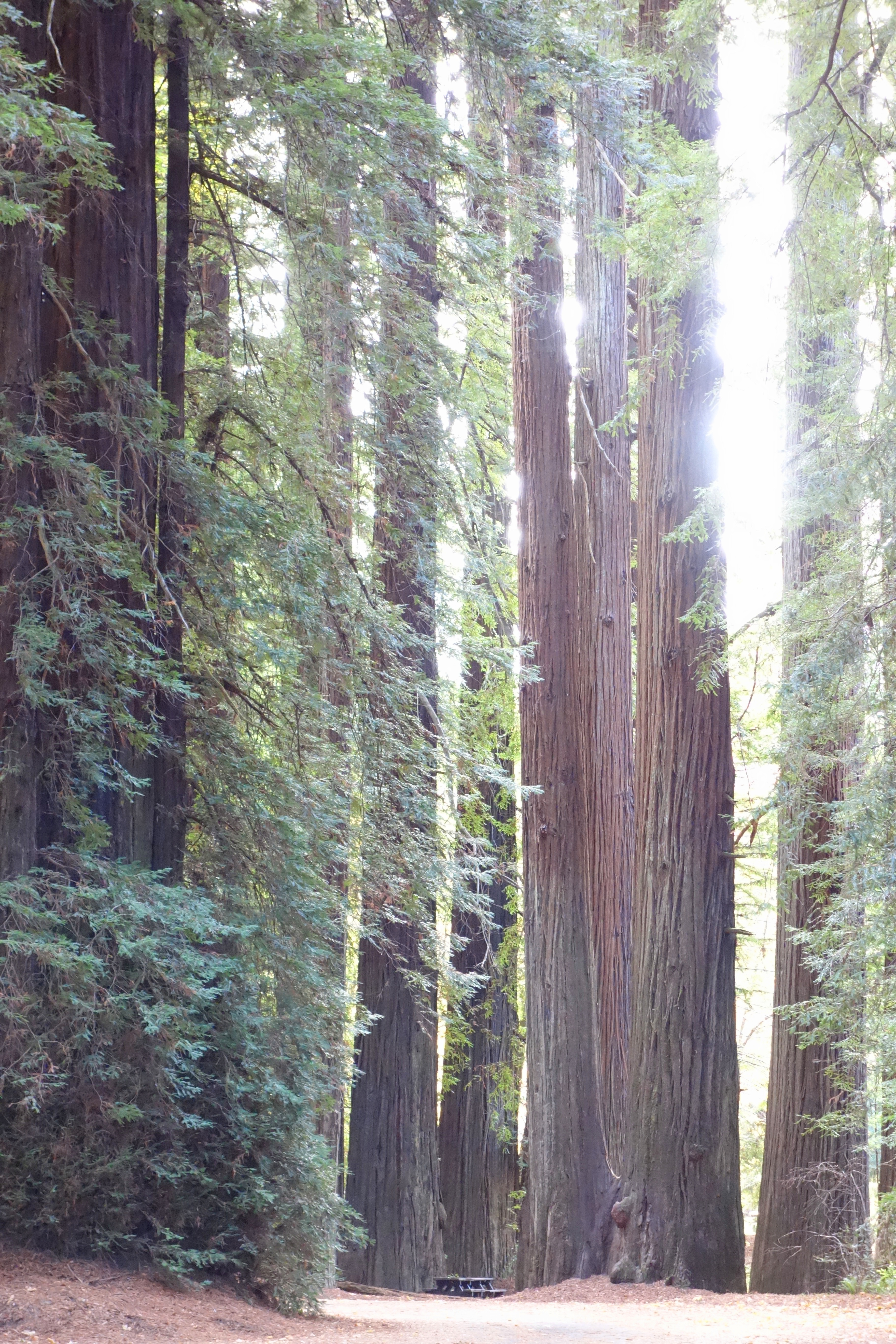
Williams Grove
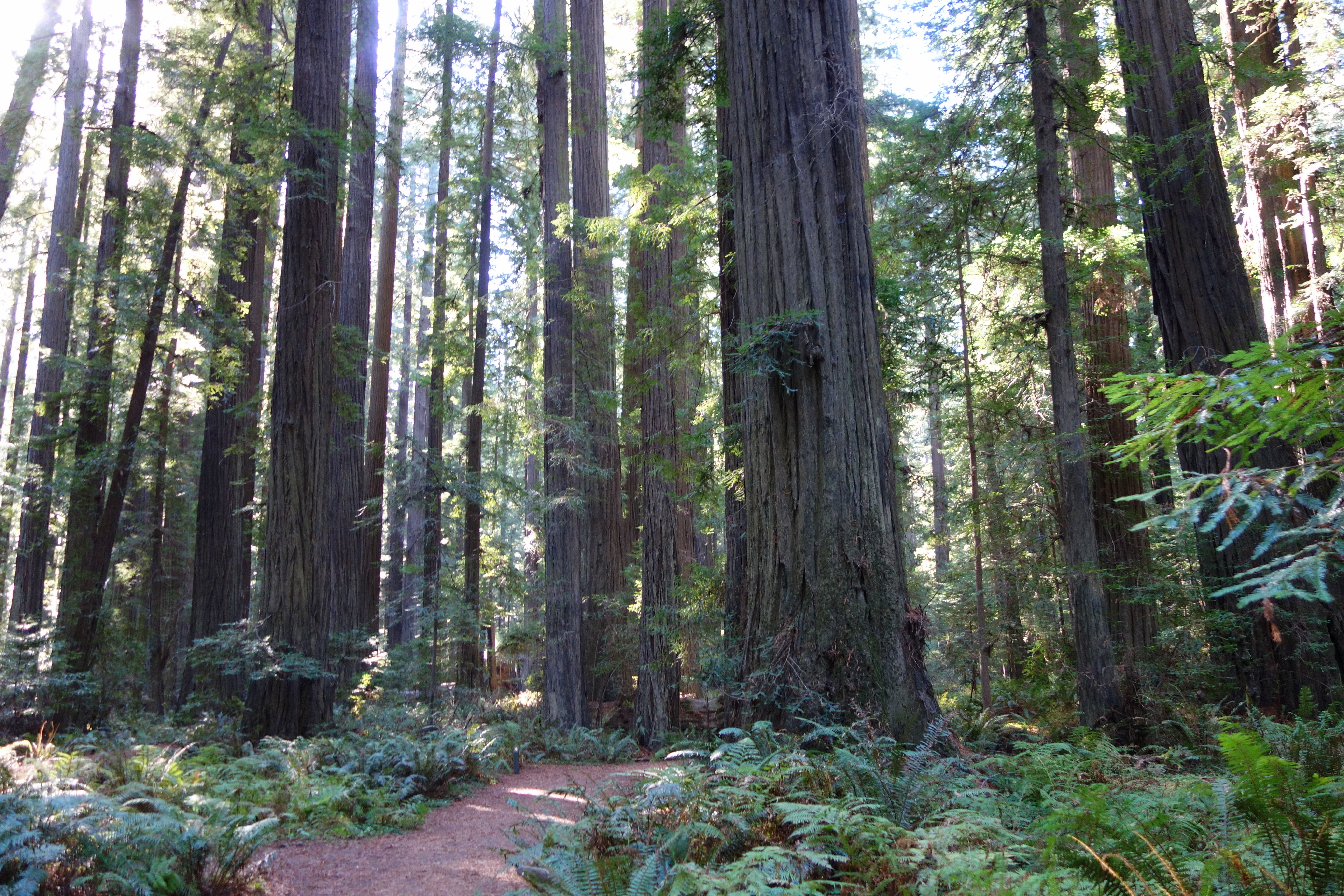
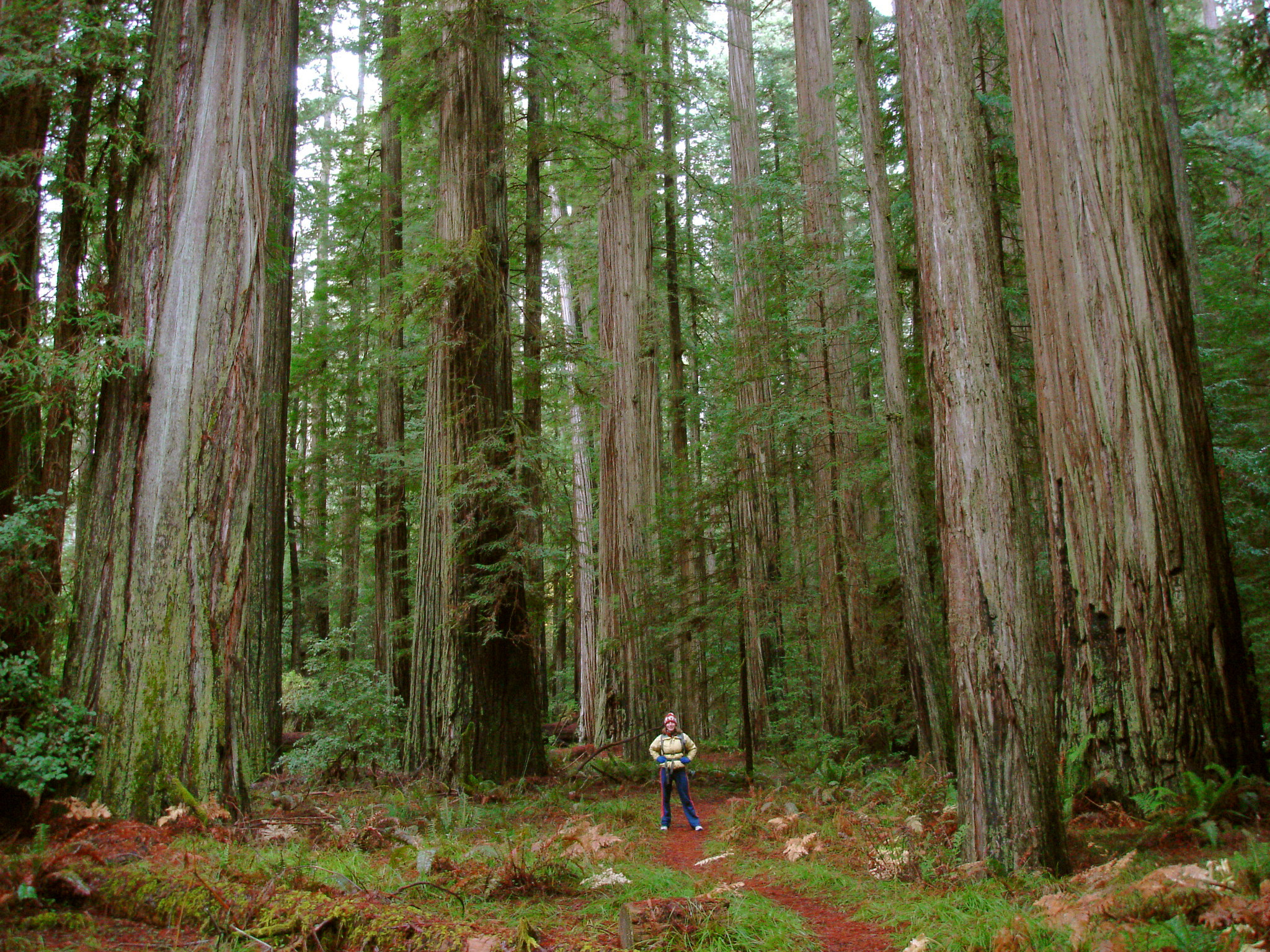